# Stoiberita
La stoiberita és un mineral de la classe dels fosfats. Rep el seu nom de Richard Edwin Stoiber (1911-2001), vulcanòleg i professor de geologia de la Universitat de Dartmouth, a Hannover, Nou Hampshire.

## Característiques
La stoiberita és un fosfat de fórmula química Cu₅(VO₄)₂O₂. Va ser aprovada com a espècie vàlida per l'Associació Mineralògica Internacional l'any 1979. Cristal·litza en el sistema monoclínic.
Segons la classificació de Nickel-Strunz, la stoiberita pertany a «08.BA: Fosfats, etc. amb anions addicionals, sense H₂O, només amb cations de mida mitjana, (OH, etc.):RO₄ sobre 1:1» juntament amb els següents minerals: ambligonita, montebrasita, tavorita, triplita, zwieselita, sarkinita, triploidita, wagnerita, wolfeïta, stanĕkita, joosteïta, hidroxilwagnerita, arsenowagnerita, holtedahlita, satterlyita, althausita, adamita, eveïta, libethenita, olivenita, zincolibethenita, zincolivenita, auriacusita, paradamita, tarbuttita, barbosalita, hentschelita, latzulita, scorzalita, wilhelmkleinita, trol·leïta, namibita, fosfoel·lenbergerita, urusovita, theoparacelsita, turanita, fingerita, averievita, lipscombita, richel·lita i zinclipscombita.

## Formació i jaciments
Va ser descoberta al Volcà d'Izalco, situat al departament de Sonsonate, a El Salvador. També ha estat descrita a l'escombrera Lichtenberg Absetzer del dipòsit d'urani de Ronneburg, a la localitat de Gera, a la regió de Turíngia, Alemanya. Es tracta dels dos únics indrets on ha estat trobada aquesta espècie mineral.